# Bahía de Oro
Bahía de Oro (en inglés: Oro Bay) es una bahía en la Provincia de Oro, en Papúa Nueva Guinea, situada a 15 millas (24 kilómetros) al sureste de Buna. La bahía se encuentra dentro de la más amplia bahía de Dyke Ackland. En sus aguas un puerto es operado por PNG Ports Corporation Limited con limitadas instalaciones tipo muelle.
Durante la Segunda Guerra Mundial, la bahía de Oro fue utilizada como área de ensayo para la batalla de Buna-Gona y operaciones futuras. Estados Unidos cosntruyo una base avanzada en la bahía, con un muelle en el extremo sur de la misma, instalaciones a lo largo de la costa, y baterías antiaéreas con armas en las colinas circundantes.